# Castel Focognano
Castel Focognano é uma comuna italiana da região da Toscana, província de Arezzo, com cerca de 3 328 habitantes. Estende-se por uma área de 56 km², tendo uma densidade populacional de 59 hab/km². Faz fronteira com Bibbiena, Capolona, Chiusi della Verna, Loro Ciuffenna, Ortignano Raggiolo, Poppi, Subbiano, Talla.

## Demografia
| Variação demográfica do município entre 1861 e 2011                               |
|                                                                                   |
| Fonte: Istituto Nazionale di Statistica (ISTAT) - Elaboração gráfica da Wikipedia |